# Scherfestigkeit
Die Scher- oder Schubfestigkeit ist eine Stoffkonstante, die den Widerstand (Festigkeit) eines Werkstoffs gegen Abscherung beschreibt, also gegen eine Trennung durch tangentiale Scherkräfte, die zwei einander anliegende Flächen längs zu verschieben suchen.
Sie gibt die maximale Schubspannung {\displaystyle \tau _{\mathrm {aB} }} an, mit der ein Körper vor dem Abscheren belastet werden kann, das heißt die auf die gesamte Bruchfläche {\displaystyle S_{\mathrm {0} }} bezogene maximale Tangentialkraft {\displaystyle F_{\mathrm {max} }}:
{\displaystyle \tau _{\mathrm {aB} }={\frac {F_{\mathrm {max} }}{S_{\mathrm {0} }}}}
Die Scherfestigkeit hat die Einheit einer Spannung (Kraft pro Fläche) und wird meist angegeben in N/mm² oder MN/m².
Die theoretische Schubfestigkeit ist zu unterscheiden von der tatsächlich messbaren Schubfestigkeit. In manchen Zusammenhängen wird nur letztere als Scherfestigkeit bezeichnet. Im Allgemeinen wird zwischen beiden jedoch nicht unterschieden.

## Materialwissenschaft
In den Materialwissenschaften ist die Scherfestigkeit eine wichtige Kenngröße zur mechanischen Charakterisierung von Werkstoffen. Sie wird in einem standardisierten Messverfahren, dem Scherversuch, ermittelt. Dabei wird ein kreiszylindrischer Probestab in eine U-förmige Schervorrichtung eingelegt und mit einem genau in die Aussparung passenden Scherstempel senkrecht zur Längsachse so lange belastet, bis er abschert.
Bei der Betrachtung von Kristallgittern, wie beispielsweise von Metallen, kann eine theoretische Schubfestigkeit angegeben werden. Dabei kann folgender Zusammenhang zum Schubmodul {\displaystyle G} hergestellt werden:
{\displaystyle \tau _{\mathrm {aB} }\approx {\frac {G}{2\,\pi }}}
Die Schubfestigkeit ist hierbei bedeutend für Plastische Verformungen des Werkstoffs, welche auf dem Abgleiten entlang von Ebenen im Kristallgitter beruhen. Die tatsächlich messbare Schubfestigkeit ist jedoch aufgrund von Störungen im Kristallaufbau in der Regel erheblich geringer.

## Bodenmechanik
In der Bodenmechanik spielt die Scherfestigkeit bei der Diskussion der mechanischen Eigenschaften von Böden und Gesteinsformationen eine wichtige Rolle.
Zur Bestimmung der Scherfestigkeit von Fels- oder Bodenproben im Labor verwendet man auch die folgenden Versuchsgeräte (Schergeräte):
- Triaxialgerät (vgl. DIN 18137-2; im Gegensatz zu 1- oder 2-axialen Druckversuchen der Werkstoffprüfung)
- direkte Scherversuche nach DIN 18137-3:
  - Kasten- bzw. Rahmenschergerät
  - Kreisringschergerät
- Flügelschergerät

Die Scherfestigkeit kann man auch in situ (vor Ort) bestimmen oder ableiten, z. B. mit folgenden Untersuchungsverfahren:
- Flügelscherversuche nach DIN 4094-4
- Drucksondierungen nach DIN 4094-1
- Großgeräte wie das Phicometer-Schergerät
- Kleingeräte wie der Scherdruckzylinder

Die Scherfestigkeit hängt von der wirkenden Normalkraft ab und misst die zusammenhaltenden Kräfte, im Gegensatz zu den auf Oberflächen wirkenden Reibungskräften. Die Prüfeinrichtungen realisieren das Verhältnis von Normal- zu Scherkraft unterschiedlich: es kann konstant, veränderlich oder unbestimmt sein.
Der Bodenmechaniker quantifiziert die Scherfestigkeit mit dem Bruchkriterium nach Mohr/Coulomb, das als Bodenkennwerte die Kohäsion (Haftfestigkeit der Gemengeteilchen) und den Reibungswinkel sowie als externen Einfluss die Normalspannung enthält.
Die Scherfestigkeit von klüftigem Gestein beeinflusst auch dessen Druckfestigkeit.
Im Bereich der Bodenmechanik wird für Lockergesteine zusätzlich zwischen drainierter und undrainierter Scherfestigkeit unterschieden. Mithilfe der undrainierten Scherfestigkeit können näherungsweise Angaben zur Konsistenz und zur Sensitivität gemacht werden.

## Bautechnik
In der Bautechnik ist die Scherfestigkeit von Bedeutung u. a. bei der zulässigen Belastbarkeit von Gründungen auf Böden und Bauwerken im Felsgestein, im Tunnelbau und bei der Belastbarkeit von Konstruktionswerkstoffen (Stahl, Aluminium, Kunststoff), z. B. bei Schweißnähten, Schrauben und Nieten.
Auch neuerdings eingeführte Berechnungen für die Bemessung von Stahlfaserbeton gehen von der Scherfestigkeit von Mohr-Coulomb aus.